# Tyflografika
Tyflografika (także: rysunek dla niewidomych, rysunek wypukły, rysunek Brajlowski, rysunek dotykowo dostępny; od gr. typhlos – ślepy, niewidomy) – graficzne odwzorowanie i przedstawienie określonej rzeczywistości przy zastosowaniu odpowiedniej skali i proporcji, w sposób dostępny dla człowieka za pomocą zmysłu dotyku. Odwzorowanie takie pozwala osobom niewidomym poznawać, rozumieć i odwzorowywać rzeczywistość.

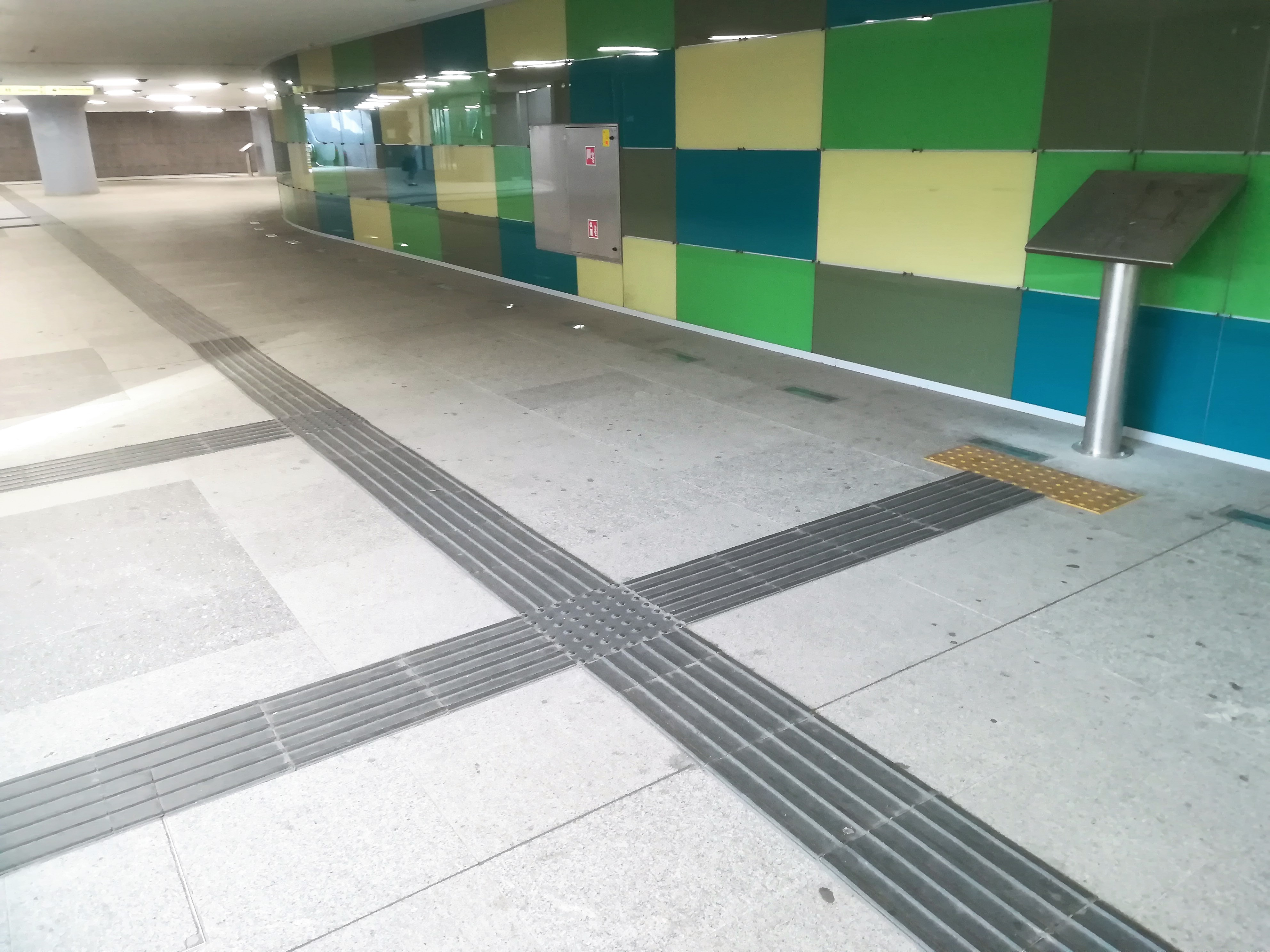
Kompleksowe rozwiązanie dla osób niewidomych: połączenie tyflografiki (tyflomapa Ronda Kaponiera w Poznaniu) ze ścieżką fakturalną doprowadzającą do konkretnych punktów – wind, schodów ruchomych i przystanków komunikacji publicznej

Tablet dla osób niewidomych wyświetlający dynamiczne tyflografiki

## Charakterystyka i historia
Tyflografiki są wykorzystywane w różnych dziedzinach funkcjonowania człowieka ze schorzeniem wzroku, w szczególności zaś, jako pomoce edukacyjne, w nauce orientacji przestrzennej i samodzielnego poruszania się, a także w uatrakcyjnianiu możliwości spędzania czasu wolnego.
Polska literatura naukowa nie prezentuje obecnie precyzyjnej definicji tyflografiki. Pierwszy w Polsce, wyczerpujący dokument Zasady tworzenia i adaptowania grafiki dla uczniów niewidomych został zatwierdzony przez Ministerstwo Edukacji Narodowej w 2011 i powstał na podstawie projektu siostry Elżbiety Więckowskiej. W pracach nad jego tworzeniem uczestniczyli eksperci z większości polskich Specjalnych Ośrodków Szkolno-Wychowawczych zgromadzeni na konferencji Dotykam świat – tyflografika w Bydgoszczy.
Odpowiedniki tyflografik istniały już przed pojawieniem się nowoczesnych prądów tyflopedagogicznych, jako intuicyjne próby efektywnego kontaktu i edukacji osób niewidzących. Bardziej profesjonalne tyflografiki zaczęły powstawać w latach 60. XX wieku, kiedy to dostrzeżono specyficzne potrzeby osób z dysfunkcjami wzroku. Rysunki z tamtych czasów przeznaczone były nie tylko dla osób niewidomych, ale też słabowidzących. 
Prowadzone są obecnie prace badawcze nad połączeniem obrazu dotykowego z dźwiękiem. Osoba poznająca rysunek, przesuwając palcem po jego powierzchni, generuje dotykiem pliki dźwiękowe z informacjami uzupełniającymi obraz.

## Podział
Tyflografiki podzielić można na tworzone dla osób niewidomych oraz tworzone przez osoby niewidome. Mogą to być odwzorowania tłoczone w różnych materiałach (np. karton, preszpan, plastik, blacha), haftowane, drukowane w sposób wypukły, uwypuklane na papierze pęczniejącym, układane z gotowych elementów magnetycznych lub samoprzylepnych, wykonywane technologią płukania polimerowego, czy też powstające dynamicznie na ekranach dotykowych lub nanoszone na dłoń osoby niewidomej. Odmianą tyflografiki są też wydruki 3D. W tym kontekście rysunki wypukłe podzielić można na tworzone ręcznie lub mechanicznie, trwałe i nietrwałe, a także powtarzalne i niepowtarzalne.
Odmianą tyflografiki jest tyflomapa.

## Cechy użytkowe
Według zasad sformułowanych w 2011 tyflografiki powinny być: czytelne, atrakcyjne i przyjemne w dotyku, zawierające umowny znak orientacyjny co do położenia góra-dół oraz nie zawierające ozdobników, a tylko konkretną wiedzę (ozdobniki są dla osób niewidzących przeszkodą w czytaniu). W tematycznych zbiorach grafik należy zachowywać te same oznaczenia poszczególnych elementów przez określone znaki, linie i faktury. Jeśli dwa lub więcej punktów, kresek czy innych kształtów ma tworzyć jeden znak graficzny, to ich odległości powinny wynosić ok. 2,4 mm.